# Považská Bystrica
Považská Bystrica (Duits: Waagbistritz, Hongaars: Vágbeszterce) is een stad in het noordwesten van Slowakije met ruim 42.000 inwoners langs de rivier Váh.
De stad heeft geen historisch centrum meer. Van 1950 tot 1980 werden de meeste oude gebouwen gesloopt en vervangen, waardoor Považská Bystrica door velen wordt gezien als een onaantrekkelijke stad.

## Geschiedenis
De plaats was een van de grootste nederzettingen van het noorden van Slowakije, waar talrijke vondsten uit de achtste tot de elfde eeuw zijn gedaan. De burcht van Považská Bystrica werd voor het eerst in 1316 genoemd, en de plaats zelf, als Bistrica, pas in 1330. In 1384 werden stadsrechten verleend.
In de veertiende eeuw heersten onder andere de broers Ján en Rafael Podmanický op de burcht, die daar hun basis voor strooptochten naar Moravië en Silezië hadden. In 1432 werd de stad door de hussieten volledig platgebrand, waardoor koning Sigismund van Hongarije de stadsrechten opnieuw moest verlenen (1435). In 1458 schonk koning Matthias Corvinus de stad met zestien aangrenzende dorpen en de burcht aan Ladislav Podmanický. Daarmee begon een lange periode van heerschappij door deze adellijke familie over grote delen van Slowakije en het koninkrijk Hongarije.
Tot 1928 waren landbouw en handwerk de belangrijkste bronnen van inkomsten. In dat jaar werd een depandance van de wapenfabriek van Brno (Brnenská zbrojovka) geopend, tegenwoordig een fabriek voor zware machines. In 1929 verplaatste een wapenfabriek uit Bratislava de productie naar Považská Bystrica, waardoor de werkgelegenheid fors verbeterde.
Sinds de Tweede Wereldoorlog, en in het bijzonder in de jaren 70 en 80 van de twintigste eeuw groeide de stad aanzienlijk. Er ontstonden nieuwe woonwijken rondom het kleine stadscentrum en het centrum zelf werd volledig herbouwd, waardoor er nog nauwelijks historische gebouwen aanwezig zijn.

## Partnersteden
- Rožnov pod Radhoštěm (Tsjechië)

## Geboren
- Milan Dvorščík (1970), Slowaaks wielrenner
- Ivan Kozák (1970), Slowaaks voetballer

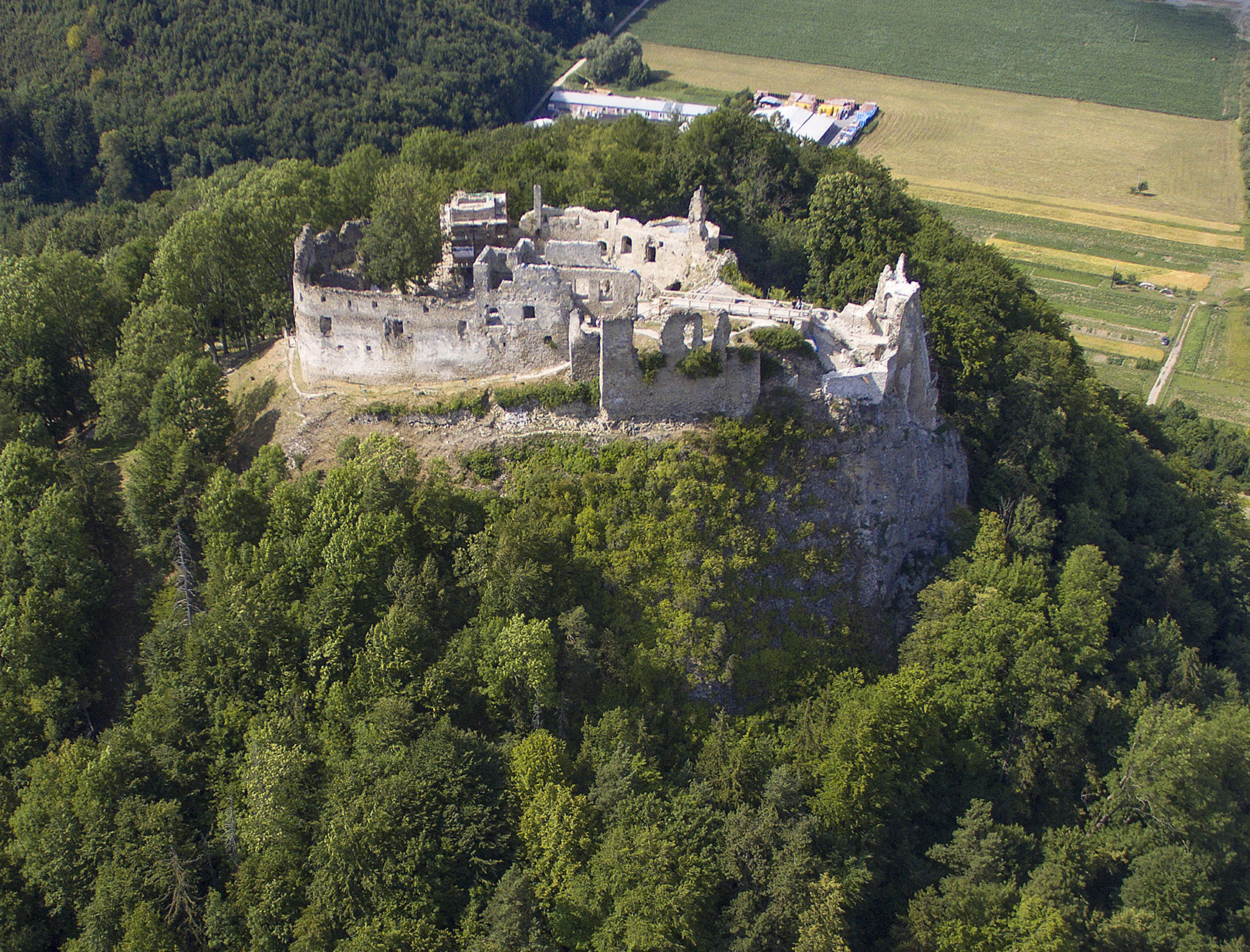
De ruïnes van de burcht Považský hrad boven de stad

Banská Bystrica · Bardejov · Bratislava · Humenné · Komárno · Košice · Levice · Liptovský Mikuláš · Martin · Michalovce · Nitra · Nové Zámky · Poprad · Považská Bystrica · Prešov · Prievidza · Ružomberok · Spišská Nová Ves · Trenčín · Trnava · Žilina · Zvolen